# ダディ・ロング・レッグズ (ミュージカル)
ダディ・ロング・レッグスは、 ジョン・ケアード脚本、 ポール・ゴードン音楽によるミュージカル。 ジーン・ウェブスターによる1912年の同名小説(あしながおじさん)を原作とする。 
主人公の少女ジルーシャの手紙による書簡体＝一人称視点で書かれた原作を、ジルーシャと、ジルーシャの手紙の宛先であるジャーヴィスとの二人芝居形式に翻案している。

## 制作経緯
1998年、新作ミュージカルの題材を探していたジョン・ケアードに、妻である今井麻緒子が、原著 “Daddy-Long-Legs” を紹介したことが始まりである。 
日本では『あしながおじさん』として親しまれてきたこの小説は、現代の英語圏では知名度が低く、ケアードもその存在を知らなかったが、一読して魅了され、原著にはほとんど直接的描写のないジャーヴィスというキャラクターを創り上げて、二人芝居によるミュージカル作品に仕上げた。 
2007年のワークショップで誕生したこの作品は、各地で再演を重ね、2015年12月10日には、ブロードウェイ・オフブロードウェイ史上初のライブストリーミング上演を無料で行った。主催者発表によれば、135か国で150,055人がライブ視聴した。このアーカイブは演劇配信サービス「BroadwayHD」で視聴可能。 

### キャスト・スタッフ
美術・衣装はディヴィッド・ファーリー。
ジルーシャ役は初演から2017年までミーガン・マクギニスがつとめた。
ジャーヴィス役は、初演でロバート・エーデルマン・ハンコック、2015年9月のダベンポート・シアター(Davenport Theatre)公演ではポール・アレクサンダー・ノーランが演じ、同年11月から2017年までは、私生活ではマクギニスの夫であるアダム・ハルピンが演じた。

## 日本での公演
日本版タイトルは『ダディ・ロング・レッグズ ～足ながおじさんより～』。 あしなが育英会が公演協力している。
- 2012年（日本初演）：東京（シアタークリエ）、新潟、大分、大阪、福岡
- 2013年（アンコール公演）：東京（シアタークリエ）
- 2014年：東京（シアタークリエ）、大阪、福岡、名古屋
- 2017年：東京（シアタークリエ）、福岡、兵庫、愛知
- 2020年：東京（シアタークリエ）、大阪、福岡（中止）、名古屋、東京（シアター1010 → 東京建物 Brillia HALLに変更）[注釈 1]

2020年公演の一環として、9月5日（初日翌日）に「配信限定トーク&ソングイベント」をイープラス運営の有料ストリーミング・サービス「Streaming+」にて配信。
- 2022年：東京（シアター1010）、大阪

### 日本版キャスト
- ジルーシャ・アボット：坂本真綾（2012年 - 2020年） / 上白石萌音（2022年）[9]
- ジャーヴィス・ペンドルトン：井上芳雄

坂本真綾は本作の演技で2012年の第38回菊田一夫演劇賞を受賞。
上白石萌音は本作と舞台『千と千尋の神隠し』の演技で第30回読売演劇大賞最優秀女優賞を受賞。

### 日本版スタッフ
- 製作：東宝
- 翻訳・訳詞：今井麻緒子
- 音楽監督：山口琇也
- 照明：中川隆一
- 音響：本間俊哉
- 舞台監督：宇佐美雅人／津田光正(2014年公演のみ)
- 演出助手：末永千寿子
- プロデューサー：小嶋麻倫子

## ミュージカルナンバー

### 第1幕
- 一番年上のみなし児 - The Oldest Orphan in the John Grier Home
- この人は誰？ - Who Is This Man?
- ミスター女の子嫌い -Mr. Girl Hater
- 年寄り - She Thinks I'm Old
- 他の子のように - Like Other Girls
- 第一学年 - Freshman Year Studies *1
- 知らなかったこと - Things I Didn't Know
- 彼女の愛とは？ - What Does She Mean By Love?
- ヤな子 - I'm a Beast
- いつ会おう？ - When Shall We Meet?
- あなたの目の色 - The Color of Your Eyes
- 他の子たちとは (リプライズ) - Like Other Girls (Reprise)
- ロックウィロー - Lockwillow *2
- 幸せの秘密 - The Secret of Happiness
- あなたの目の色 (リプライズ1) - The Color of Your Eyes (Reprise1)

### 第2幕
- 第二学年 - Sophomore Year StudiesStones *1
- ショーウィンドウの女の子 - The Girl in the Window *3
- 世界で一番わからない人 - I Couldn't Know Someone Less
- なり得ない男 - The Man I'll Never Be
- 幸せの秘密 (リプライズ1)  - The Secret of Happiness (Reprise1) *4
- 煮え湯 - Humble Pie *5
- 卒業式- Graduation Day *6
- チャリティー - Charity
- 心を引き裂いた - I Have Torn You From My Heart
- 卒業式- Graduation Day (Reprise) *7
- あなたの目の色 (リプライズ2) - The Color of Your Eyes (Reprise2)
- 幸せの秘密 (リプライズ2)  - The Secret of Happiness (Reprise2)
- ヤな奴 (リプライズ) - I'm A Beast (Reprise)
- いつも - All This Time

2014年の日本版スタジオ録音盤による。 
*1 収録なし
*2 2017年上演以降はカット
*3 2017年上演以降は「マイ・マンハッタン - My Manhattan」に差し替え
*4 2020年上演ではこの後に「社交界の中のみなし児（リプライズ） - Christmas inManhattan」を追加
*5 2020年上演ではこの後に「第四学生 - Senior Year」を追加
*6 2017年上演以降は歌詞やメロデイーが異なる
*7 2020年上演では「マイ・マンハッタン（リプライズ） - My Manhattan (Reprise)」に差し替え